# Малое Подберезье
Ма́лое Подбере́зье — село в Кайбицком районе Татарстана в 25 км от Больших Кайбиц. Входит в состав Большеподберезинского сельского поселения.

## География
Село располагается на реке Кубня.

## История
Основано в XIX веке.

## Демография
- 1989 год — 205 человек
- 1993 год — 226
- 2010 год — 140.

Национальный состав — русские, чуваши и татары.

## Памятник
В Малом Подберезье располагается Успенско-Богородицкая церковь — памятник архитектуры начала 20-го века.